# Саддам-Бич
Саддам-Бич (англ. Saddam Beach) — рыбацкий посёлок в округе Малаппурам индийского штата Керала. Посёлок расположен на прибрежной полосе длиной 2 километра, между городами Патханапурам и Каттангал. Посёлок носит имя бывшего иракского президента Саддама Хусейна, в знак солидарности с его действиями во время войны в Персидском заливе.

## Название
Изначально посёлок назывался Типу-Султан-Бич в честь Типу Султана (князя Майсур), который проводил агрессивную политику против британских колониальных сил в конце XVIII века. После начала войны в Персидском заливе, жители деревни решили переименовать свой населённый пункт, так как поддерживали действия Саддама Хуссейна. Жители деревни, в основном мусульмане, утверждают, что они были вдохновлены борьбой Саддама против политики Соединённых Штатов.

## История
Переименование деревни вызвало широкий общественный резонанс. Жители деревни не раз выражали восхищение антиимпериалистической позицией Саддама. Американское вторжение в Ирак было встречено в деревне с большим осуждением. 
В 2003 году, жители посёлка были раздосадованы переименованием «Международного аэропорта имени Саддама Хусейна» в «Багдадский международной аэропорт», в знак протеста они разместили большое полотнище на пляже с надписью «Добро пожаловать в Саддам-Бич!». В ходе битвы за Багдад, в деревне прошли антиамериканские и антибританские демонстрации. Товары, произведённые в этих странах, подверглись бойкоту, а некоторые были выброшены в море. Многие из жителей деревни, которые работали в странах Персидского залива, были вынуждены вернуться в Саддам-Бич так как рабочие места были потеряны из-за последствий войны в Ираке, что ещё больше усугубило вражду к Западу. Большие портреты и плакаты Саддама, вместе с иракскими флагами, были выставлены вдоль дороги местными жителями, в знак поддержки иракского лидера.
В ноябре 2006 года жители негативно отреагировали на смертный приговор Саддаму Хусейну, устроив акцию протеста, в которой подвергли критике американского президента Джорджа Буша. Около пятидесяти человек, в том числе женщины и дети, приняли участие в акции протеста.
30 декабря 2006 года, сердитые сторонники Саддама Хусейна собрались на пляже, и выкрикивали лозунги осуждения президента США Джорджа Буша, описывая казнь своего кумира как «жестокий поступок».